# Valerij Ivanovics Voronyin
Valerij Ivanovics Voronyin (oroszul: Валерий Иванович Воронин; Moszkva, 1939. július 17. – Moszkva, 1984. május 19.) orosz labdarúgó.
A szovjet válogatott tagjaként részt vett az 1962-es és az 1966-os világbajnokságon, illetve az 1964-es és az 1968-as Európa-bajnokságon.

## Pályafutása

### Klubcsapatban
Pályafutása során egyetlen csapatban a Torpedo Moszkvában játszott. 1958 és 1969 között 219 mérkőzésen lépett pályára és 26 gólt szerzett. Kétszeres szovjet bajnok és kétszeres szovjet kupagyőztes.

### A válogatottban
1960 és 1968 között 63 alkalommal szerepelt a szovjet válogatottban és 5 gólt szerzett.

## Sikerei, díjai
Torpedo Moszkva
- Szovjet bajnok (2): 1960, 1965
- Szovjet kupa (2): 1959–60, 1967–68

Szovjetunió
- Európa-bajnoki döntős (1): 1964

Egyéni
- Az év szovjet labdarúgója (2): 1964, 1965